# Вагнер Алвес дос Сантос
Вагнер Алвес дос Сантос (порт. Wágner Alves dos Santos, нар. 28 грудня 1973, Сан-Паулу) — бразильський футболіст, що грав на позиції лівого захисника.

## Клубна кар'єра
Народився 28 грудня 1973 року в місті Сан-Паулу. Вихованець футбольної школи клубу «Жувентус Сан-Паулу».
У дорослому футболі дебютував 1994 року виступами за «Палмейрас», в якому провів чотири сезони, взявши участь у 50 матчах чемпіонату і виграв з командою один чемпіонат Бразилії та два чемпіонати штату. На початках Вагнер програвав конкуренцію Роберто Карлосу, але коли в 1995 році майбутній чемпіон світу перейшов до «Інтернаціонале», Вагнер під керівництвом Вандерлея Лушембурго став стабільно грати за основну команду. Втім 1997 року в команді з'явився новачок Жуніор, теж майбутній чемпіон світу і Вагнер змушений був наступного року покинути команду.
В подальшому грав у складі бразильських клубів «Фламенго», «Атлетіку Паранаенсе», «Португеза Деспортос», «Понте-Прета» та «Бразильєнсе» , а завершив ігрову кар'єру у парагвайському клубі «Гуарані» (Асунсьйон), за який виступав до 2005 року.

## Виступи за збірну
Залучався до складу молодіжної збірної Бразилії, з якою став переможцем молодіжного чемпіонату Південної Америки 1992 року в Колумбії та молодіжного чемпіонату світу 1993 року в Австралії.

## Титули і досягнення
- Чемпіон Південної Америки (U-20): 1992
- Чемпіон Бразилії (1):

«Палмейрас»: 1994
- Переможець Ліги Пауліста (2):

«Палмейрас»: 1994, 1996